# Ballet

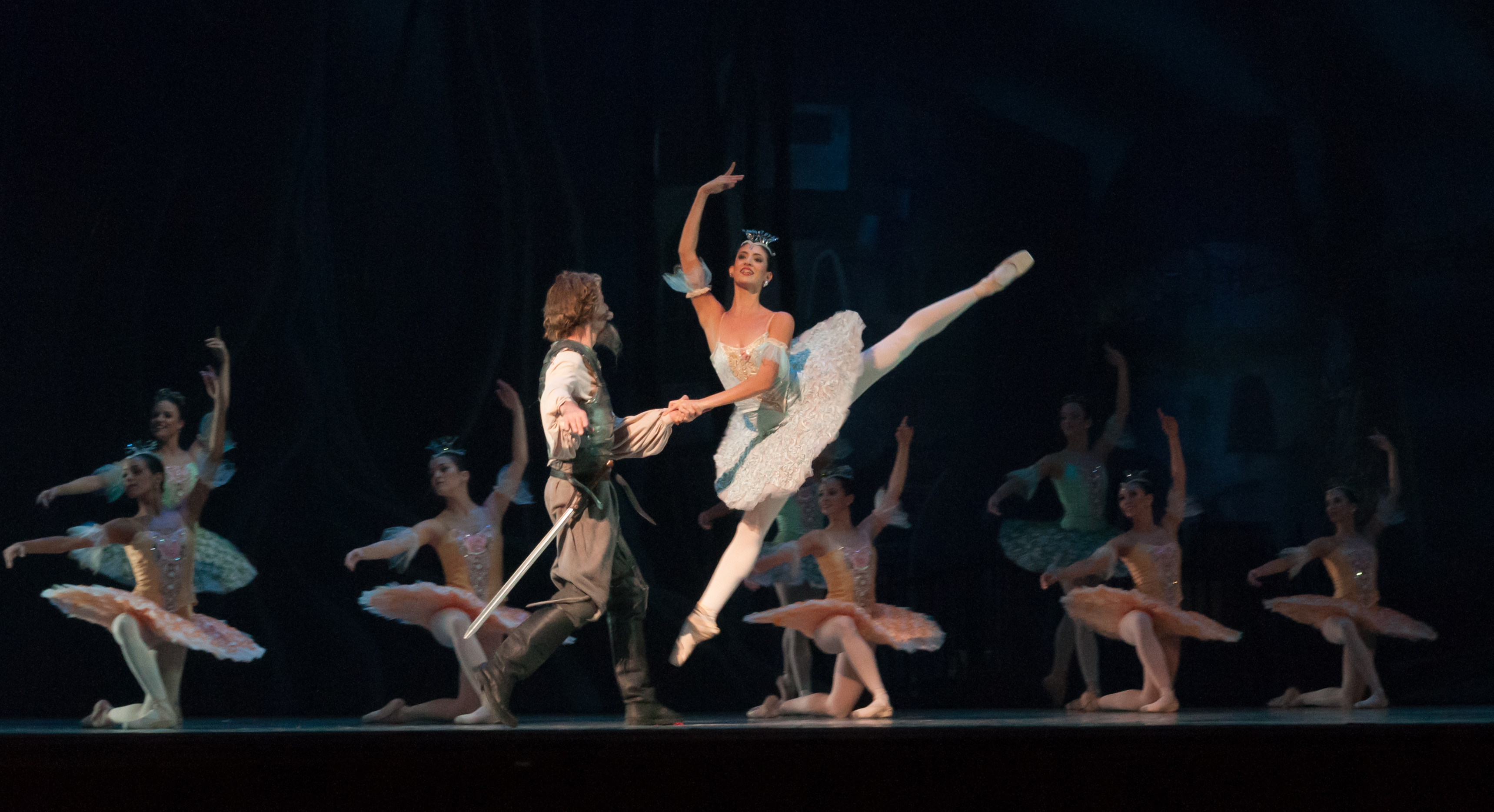
Ballet Don Quijote en el Teatro Teresa Carreño.

El ballet, danza académica, danza clásica o balé es un tipo de danza y también el nombre de la técnica correspondiente. Según las épocas, los países o las corrientes y el espectáculo, esta expresión artística puede incluir: danza, mímica, y teatro (de orquesta y coral), personas y maquinaria.
El ballet clásico o danza clásica es una forma de danza cuyos movimientos están basados en el control total y absoluto del cuerpo, se recomienda empezar desde temprana edad debido a su grado de dificultad. A diferencia de otras danzas, en el ballet cada paso está codificado. Participan invariablemente las manos, brazos, tronco, cabeza, pies, rodillas, todo el cuerpo en una conjunción simultánea de dinámica muscular y mental que debe expresarse en total armonía de movimientos.
También se utiliza el término ballet para designar una pieza musical compuesta, a propósito, para ser interpretada por medio de la danza. El ballet es una de las artes escénicas.

## Etimología
La palabra ballet, retomado del latín ballo, ballare, «bailar», a su vez retomada del griego βαλλίζω (ballizo), ‘bailar’, ‘saltar’.
El término ballet fue utilizado por primera vez en 1582 por el compositor francés Balthasar de Beaujouelx (también conocido como Balthazar de Beaujoyeulx) en el Ballet comique de la reine.

## Historia de la danza

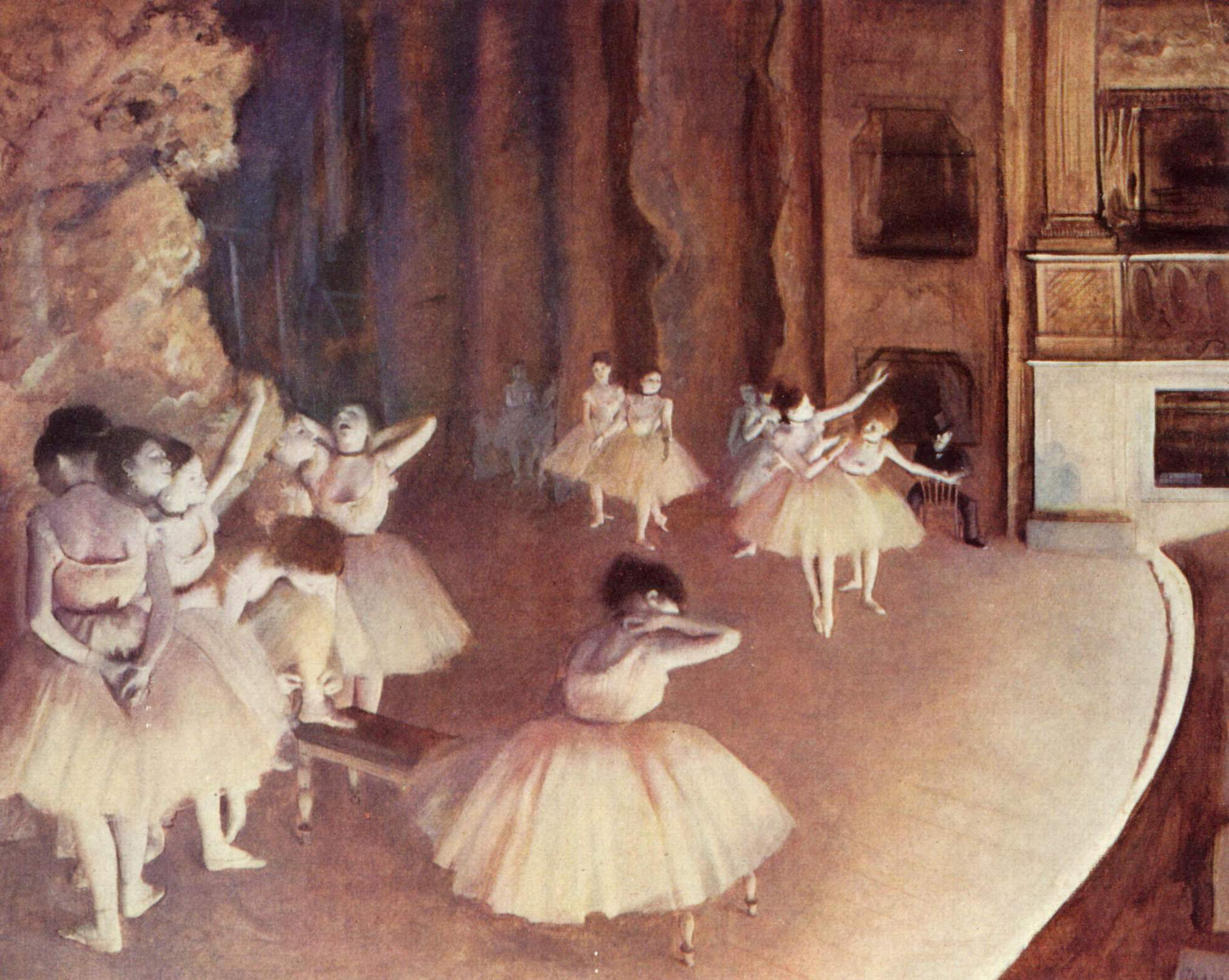
Pintura de ballet de Edgar Degas (Musée d'Orsay).

La historia de la danza estudia la evolución de la danza a través del tiempo. Desde la prehistoria el ser humano ha tenido la necesidad de comunicarse corporalmente, con movimientos que expresaban sentimientos y estados de ánimo. Estos primeros movimientos rítmicos sirvieron igualmente para ritualizar acontecimientos importantes (nacimientos, defunciones, bodas). En principio, la danza tenía un componente ritual y era celebrada en ceremonias de fecundidad, caza o guerra, o de diversa índole religiosa, donde la propia respiración y los latidos del corazón sirvieron para otorgar una primera cadencia a la danza.
El ballet, tal y como lo conocemos hoy, surgió en la Italia del Renacimiento (1400-1600). Fue en Francia durante el reinado de Luis XIV, apodado Rey Sol que surge la necesidad de la profesionalización y en 1661 se crea la primera escuela de baile: la Académie Royale de la Dance. En 1700, R. A. Feuillet publicó Choréographie ou art de noter la danse donde por primera vez se reproduce la totalidad de los pasos codificados y se funda un primer intento de transliteración o notación de las figuras. En 1725, Pierre Rameau con su Traité Maître à danser perfeccionó toda la técnica hasta entonces planteada. 
Balthazar de Beaujoyeulx no solo fue el primero en utilizar la palabra ballet, sino que también se dio a la tarea de definirlo como ‘una mezcla geométrica de personas que bailan juntas, acompañadas por varios instrumentos musicales’. Sin embargo, Bastiano di Rossi logró darle una mejor definición, y dijo que el ballet es ‘una pantomima con música y danza’.
En el nacimiento del ballet romántico fueron de vital importancia las reformas realizadas por G. Magri con su Trattato teorico-practico di ballo (en 1779), que proporcionó un repertorio intacto de figuras y por Jean-Georges Noverre con su tratado Lettre sur le ballets et les arts d'imitation donde da vida al ballet d'action (el ballet pantomima). En 1713 se creó la segunda Académie Royale, que hoy se conoce como la Ópera de París.
Toda esta reforma fue experimentada y puesta en práctica por F. W. Hilferding en 1735 al regresar a su ciudad natal Viena. Fue nombrado maestro de ballet y en 1740 emprendió la tarea de introducir el Realismo en el propio ballet.
La popularidad del ballet bajó después de 1830, pero continuó practicándose en países como Dinamarca, Italia y Rusia. La llegada de los Ballets Rusos, introducidos en Europa por Serguéi Diáguilev, dieron paso a un creciente interés durante la Primera Guerra Mundial.

## Estilos

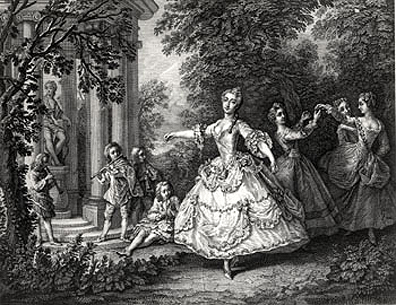
Marie Sallé, bailarina de ballet clásico

Las variaciones estilísticas y los subgéneros han evolucionado con el tiempo. Las primeras variaciones clásicas se asocian principalmente con el origen geográfico. Ejemplos de ello son el ballet ruso, el ballet francés y el ballet italiano. Las variaciones posteriores, como el ballet contemporáneo y el ballet neoclásico, incorporan tanto el ballet clásico como técnicas y movimientos no tradicionales. Quizá el estilo de ballet más conocido y representado sea el ballet romántico tardío (o ballet blanc).

### Balletclásico

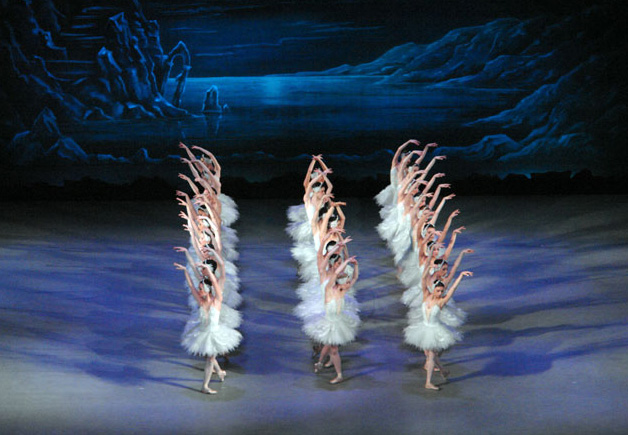
El Valse des cygnes del acto II de la edición Ivanov/Petipa de El lago de los cisnes

El ballet clásico se basa la técnica y vocabulario de ballet tradicional. Han surgido diferentes estilos en distintos países, como el ballet francés, el ballet italiano, el ballet inglés y el ballet ruso. Varios de los estilos de ballet clásico están asociados a métodos de entrenamiento específicos, que suelen llevar el nombre de sus creadores (véase más adelante). El Método de la Real Academia de Danza es una técnica de ballet y un sistema de entrenamiento que fue fundado por un grupo diverso de bailarines de ballet. Fusionaron sus respectivos métodos de danza (italiano, francés, danés y ruso) para crear un nuevo estilo de ballet que es exclusivo de la organización y es reconocido internacionalmente como el estilo inglés de ballet. Algunos ejemplos de producciones de ballet clásico son: El lago de los cisnes, La bella durmiente y El cascanueces.

### Balletromántico

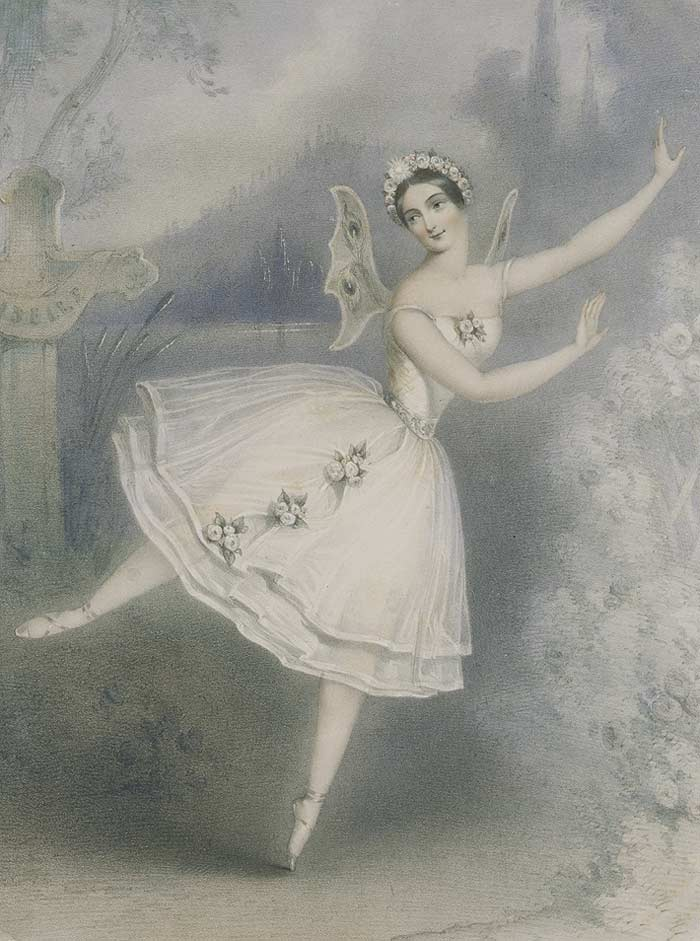
Carlotta Grisi, la Giselle original, 1841, con el tutú romántico

El ballet romántico fue un movimiento artístico del ballet clásico y varias producciones permanecen hoy en el repertorio clásico. La época romántica estuvo marcada por la aparición de la pointe, el dominio de las bailarinas y los tutús más largos y vaporosos que intentan ejemplificar la suavidad y un aura delicada. Este movimiento se produjo entre principios y mediados del siglo XIX (la época romántica) y presentaba temas que enfatizaban la emoción intensa como fuente de experiencia estética. Los argumentos de muchos ballets románticos giraban en torno a mujeres espirituales (sílfides, wilis y fantasmas) que esclavizaban los corazones y los sentidos de los hombres mortales. El ballet de 1827 La Sylphide se considera el primero, y el ballet de 1870 Coppélia se considera el último. Entre los bailarines de ballet famosos de la época romántica se encuentran Marie Taglioni, Fanny Elssler y Jules Perrot. Jules Perrot también es conocido por su coreografía, especialmente la de Giselle, a menudo considerada como el ballet romántico más celebrado.

### Balletneoclásico

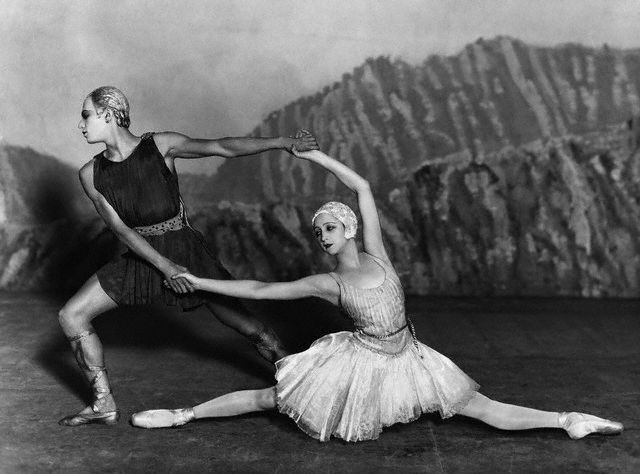
Alexandra Danilova y Serge Lifar, Apollon Musagète, 1928

El ballet neoclásico suele ser abstracto, sin un argumento claro, ni vestuario ni escenografía. La elección de la música puede ser diversa y a menudo incluirá música también neoclásica (por ejemplo, Stravinsky, Roussel). Tim Scholl, autor de De Petipa a Balanchine, considera que Apollo (ballet)|Apollo de George Balanchine en 1928 es el primer ballet neoclásico. Apolo representó una vuelta a la forma en respuesta a los ballets abstractos de Sergei Diaghilev. Balanchine trabajó con la coreógrafa de danza moderna Martha Graham, e incorporó a su compañía a bailarines modernos como Paul Taylor, que en 1959 actuó en los Episodes de Balanchine.
Aunque Balanchine es ampliamente considerado como la cara del ballet neoclásico, hubo otros que hicieron contribuciones significativas. La obra de Frederick Ashton Variaciones sinfónicas de Frederick Ashton. (1946) es una obra fundamental para el coreógrafo. Con arreglo a la partitura del mismo título de César Franck, es una interpretación de la partitura en clave de danza pura.
Otra forma, el ballet moderno, también surgió como una rama del neoclasicismo. Entre los innovadores de esta forma se encuentran Glen Tetley, Robert Joffrey y Gerald Arpino. Aunque es difícil separar el ballet moderno del neoclasicismo, el trabajo de estos coreógrafos favorecía un mayor atletismo que se alejaba de la delicadeza del ballet. El físico era más atrevido y el ambiente, el tema y la música más intensos. Un ejemplo de ello sería Astarte (1967) de Joffrey, que presentaba una partitura de rock y matices sexuales en la coreografía.

### Balletcontemporáneo

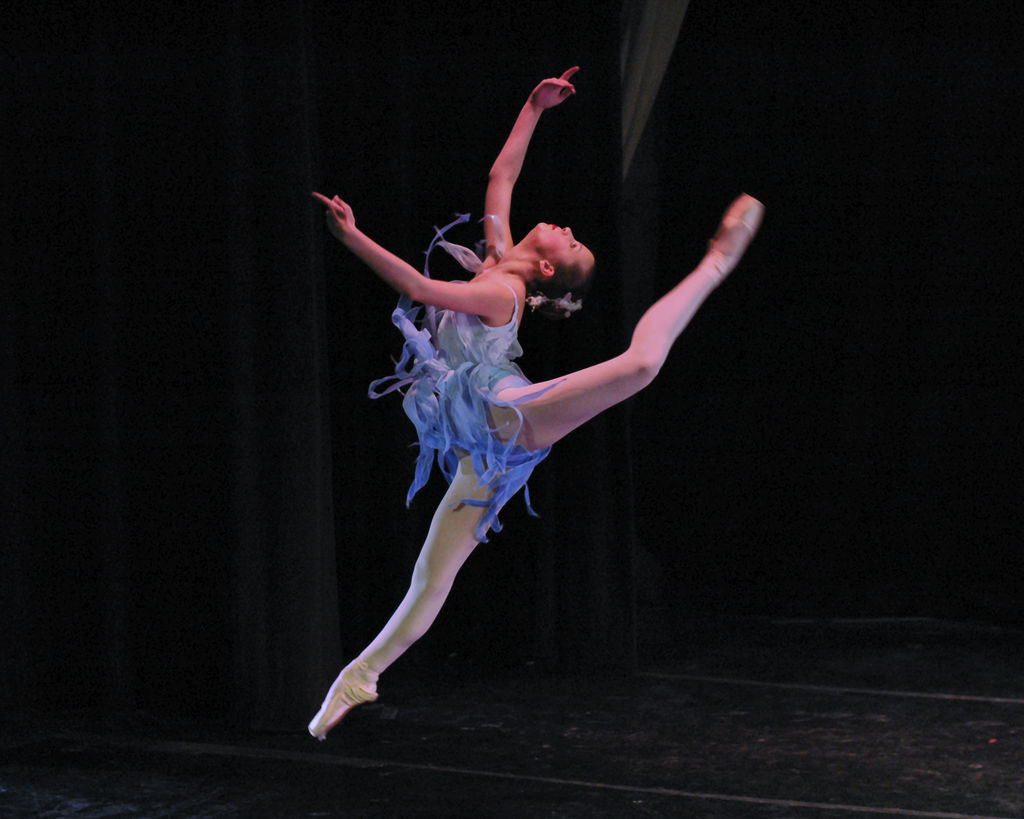
Un salto de ballet realizado con forma moderna, no clásica, en un ballet contemporáneo

Este estilo de ballet se suele interpretar descalzo. Los ballets contemporáneos pueden incluir mimo y actuación, y suelen estar ambientados con música (normalmente orquestal, pero ocasionalmente vocal). Puede ser difícil diferenciar esta forma del ballet neoclásico o moderno. El ballet contemporáneo también se acerca a la danza contemporánea porque muchos conceptos del ballet contemporáneo proceden de las ideas e innovaciones de la danza moderna del siglo XX, como el trabajo en el suelo y el giro de las piernas. La principal diferencia es que la técnica de ballet es esencial para interpretar un ballet contemporáneo.
Se considera que George Balanchine fue el pionero del ballet contemporáneo. Otra de las primeras coreógrafas de ballet contemporáneo, Twyla Tharp, coreografió Push Comes To Shove para el American Ballet Theatre en 1976, y en 1986 creó In The Upper Room para su propia compañía. Ambas piezas se consideraron innovadoras por su fusión de movimientos claramente modernos con el uso de zapatillas de punta y bailarines de formación clásica.
En la actualidad, hay muchas compañías y coreógrafos de ballet contemporáneo. Entre ellos están Alonzo King y su compañía LINES Ballet; Matthew Bourne y su compañía New Adventures; Complexions Contemporary Ballet; Nacho Duato y su Compañía Nacional de Danza; William Forsythe y The Forsythe Company; y Jiří Kylián del Nederlands Dans Theater. Compañías tradicionalmente "clásicas", como el ballet Mariinsky (Kirov) y el ballet de la Ópera de París, también interpretan regularmente obras contemporáneas.
El término ballet ha evolucionado para incluir todas las formas asociadas a él. Ahora se espera que alguien que se forme como bailarín de ballet interprete obras neoclásicas, modernas y contemporáneas. Se espera que un bailarín de ballet sea capaz de ser majestuoso y regio en el trabajo clásico, libre y lírico en el trabajo neoclásico, y desenvuelto, áspero o pedestre en el trabajo moderno y contemporáneo. Además, hay varias variedades modernas de danza que fusionan la técnica del ballet clásico con la danza contemporánea, como el Hiplet, que requiere que los bailarines tengan práctica en estilos de danza no occidentales.

## Métodos de enseñanza

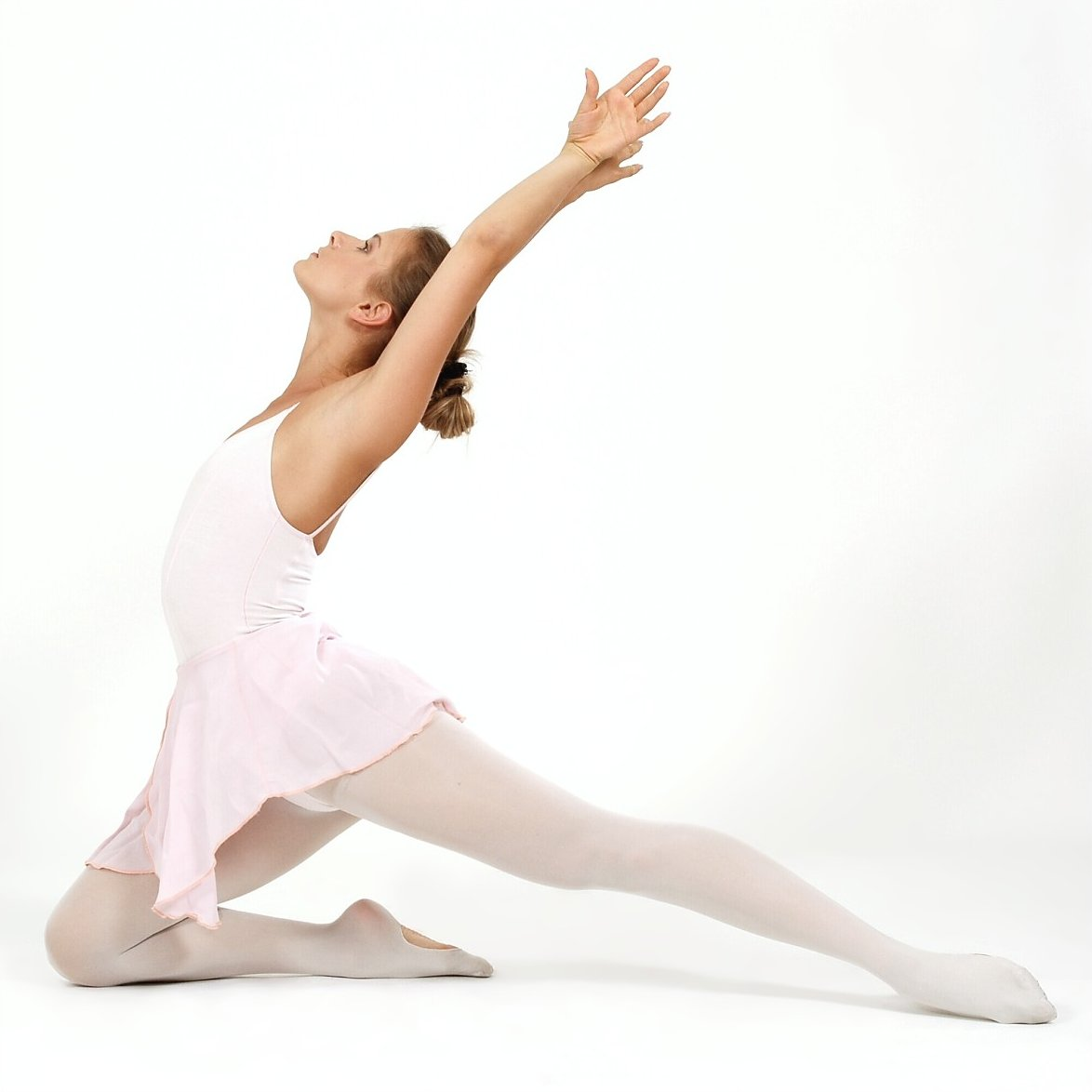
Una bailarina.

En la actualidad todos los métodos son fuentes de inspiración mutuas, pero merece la pena saber el origen de cada una de ellas. Existen diferentes métodos, un legado básico de cuatro.
En 1661, en Francia se crea la primera Académie Royale de Danse considerada oficialmente profesional. Conocida como la Danza Clásica. A través de su constituida terminología fue divulgándose como referente por todo el mundo. Caracterizada por una extremada precisión en la ejecución y la elegancia refinada del movimiento. No será hasta 1920 donde se integrará los aportes de la escuela italiana y de sus numerosos artistas soviéticos desarrollando, a partir de los mediados del siglo XX, un movimiento que acentuará los puntos extremos de los saltos y de la extensión.
Escuela Danesa, heredera de la tradición italiana, conlleva a desarrollar un estilo particular donde el virtuosismo de los bailarines es subrayado por el trabajo de la rapidez de los pies. Las batteries, el acento, el porte, sobre el trabajo de piernas, la vivacidad en los pasos de enlazamiento y en el salto. El estilo Bournonville se caracteriza por la continuidad de los Enchaînements, la ligereza y la precisión rítmica.
En 1820, se funda la Escuela Italiana de Danza por Enrico Cecchetti (1850-1928). Tiene una gran tradición de pantomima, una implantación del estilo francés aportada por Carlo Blasis. Sus características principales son la continuidad del flujo de movimiento en los desplazamientos y el centro de gravedad.
En Rusia, Agrippina Vagánova (1879-1951) desarrolló el Método Vagánova. Vagánova creará un sistema pedagógico que contribuirá a la formación de la Escuela Rusa. Este método aleja la graciosa gestualidad francesa dejando paso a la gravitación del método Cecchetti, acentuando el peso, el aplomo al suelo, la fuerza del impulso y desarrollando una elasticidad muscular extrema. Es la base de la enseñanza de ballet en la Academia Vagánova de Ballet de San Petersburgo.
La escuela estadounidense tiene influencia italiana (aportada por Tudor) y rusa (aportada por George Balanchine y otros coreógrafos y bailarines de los Ballets Rusos de Serguéi Diáguilev). Esta escuela se nutre de la emigración de maestros después de la Revolución rusa de 1917. La notoria expansión soviética del periodo contribuirá al nacimiento de otras nuevas escuelas en el mundo, como la escuela cubana basada en el método Vagánova e impulsada por Alicia Alonso.

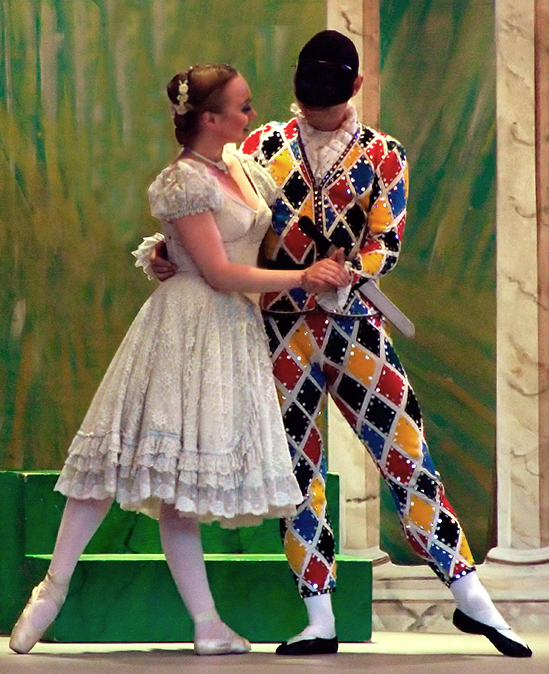
Arlequín y Colombina, personajes característicos de la Commedia dell'Arte.

El ballet cuenta con una técnica bastante compleja. El elemento principal es la colocación. La colocación se refiere a la conservación de los hombros y las caderas en el mismo plano y paralelas la una a la otra en relación con el piso. Este principio le permite al bailarín incrementar la claridad y la precisión en el manejo de las direcciones mientras las piernas se mueven en las distintas direcciones. El torso en ballet funciona como una unidad y ha sido percibido generalmente como inmóvil, lo cual no es cierto. En realidad, el torso se mueve sutilmente en relación con el fraseo de la respiración de los movimientos y las combinaciones. La colocación del torso provee estabilidad durante el desplazamiento de la pierna que trabaja, mientras la pierna de apoyo se estira hacia arriba. La sensación kinestésica del torso de un bailarín y la colocación llegan a ser más importantes cuando se integran con cambios de direcciones en la barra y en el centro.
En 1920, cinco de las figuras más importantes del mundo de la Danza tales como Adeline Gene, Tamara Karsávina, Lucia Cormani, Edouard Espinosa y Phillis Bedells, que a su vez representaban los principales métodos de enseñanza del momento, exactamente el 31 de diciembre de 1920, decidieron crear una Asociación de Profesores de Danza con el único objetivo de “mejorar el estándar de la enseñanza del ballet Clásico”. Siguiendo el modelo de L’ Academie Royal de Danse, fundada en París por Luis XIV, con el objetivo de corregir los múltiples errores que se daban en la danza en aquella época, la Royal Academy of Dance ha venido actuando en dos sentidos: uno el anteriormente citado y otro como cuidadora de la técnica fundamental del arte de la danza. La Royal Academy of Dance brinda el material necesario con apoyos de libros, música y videos para que los estudiantes de danza clásica puedan aprender la técnica necesaria y hay profesores de la Royal en diversos países como Irlanda, Escocia, Gales, Andorra, Austria, Bélgica, Dinamarca Francia, Estados Unidos, Canadá, México, etc..

## Las puntas

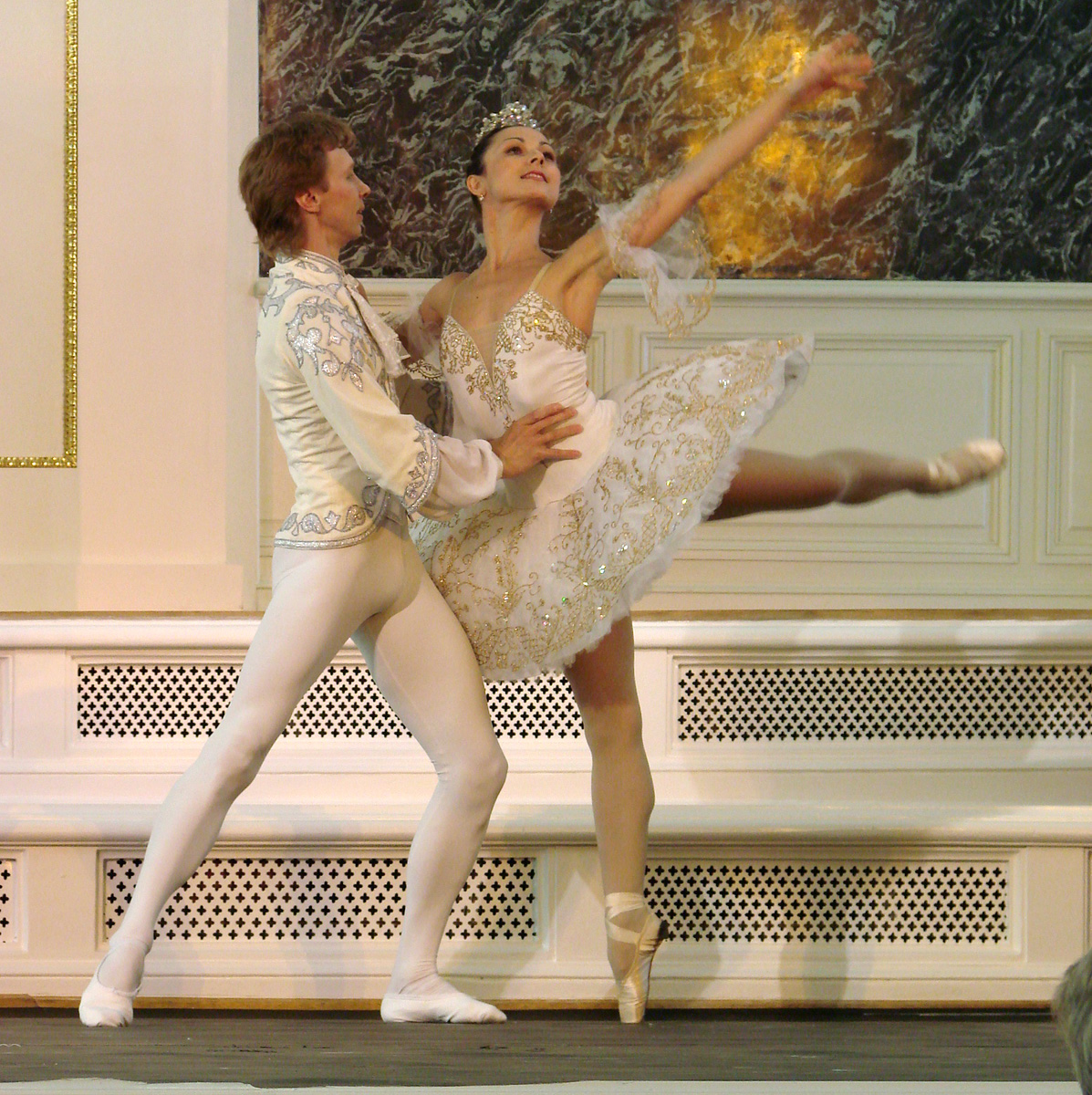
Pas de deux.

Las puntas son zapatillas especiales, que las bailarinas adquieren cuando poseen la fuerza requerida en los músculos del pie y la pantorrilla. Al principio de este proceso, las bailarinas sufren de un intenso dolor en los dedos y articulaciones, pero con los años van adquiriendo mayor fuerza que hace que sus pies sufran cada vez menos. La primera bailarina en subirse a la punta de los pies fue Marie Taglioni, en el ballet La sílfide, cuya coreografía creó su padre.
El uso de las puntas de ballet en las estudiantes está programado hacia el final del primer año de ballet (Escuela Vagánova), cuando la musculatura ya se encuentra preparada.[cita requerida] Los ejercicios en esta etapa son muy básicos, limitándose a elevarse en las puntas sobre los dos pies y siempre con la ayuda de la barra. Después ya empiezan a hacer pasos más complejos como piruetas y saltos sobre las puntas.
Existen diferentes tipos de zapatillas de punta, de diferentes lugares del mundo. Rusas y estadounidenses son las principales. Cada zapatilla se adapta a las distintas necesidades y capacidades de las bailarinas. Por el ejemplo, el arco, la fuerza del empeine...
Al comprar las puntas, la bailarina tiene que tomar en cuenta el tipo de pie que tiene: egipcio, griego o cuadrado esto con el fin de encontrar el ajuste ideal para sus pies.

## Generalidades

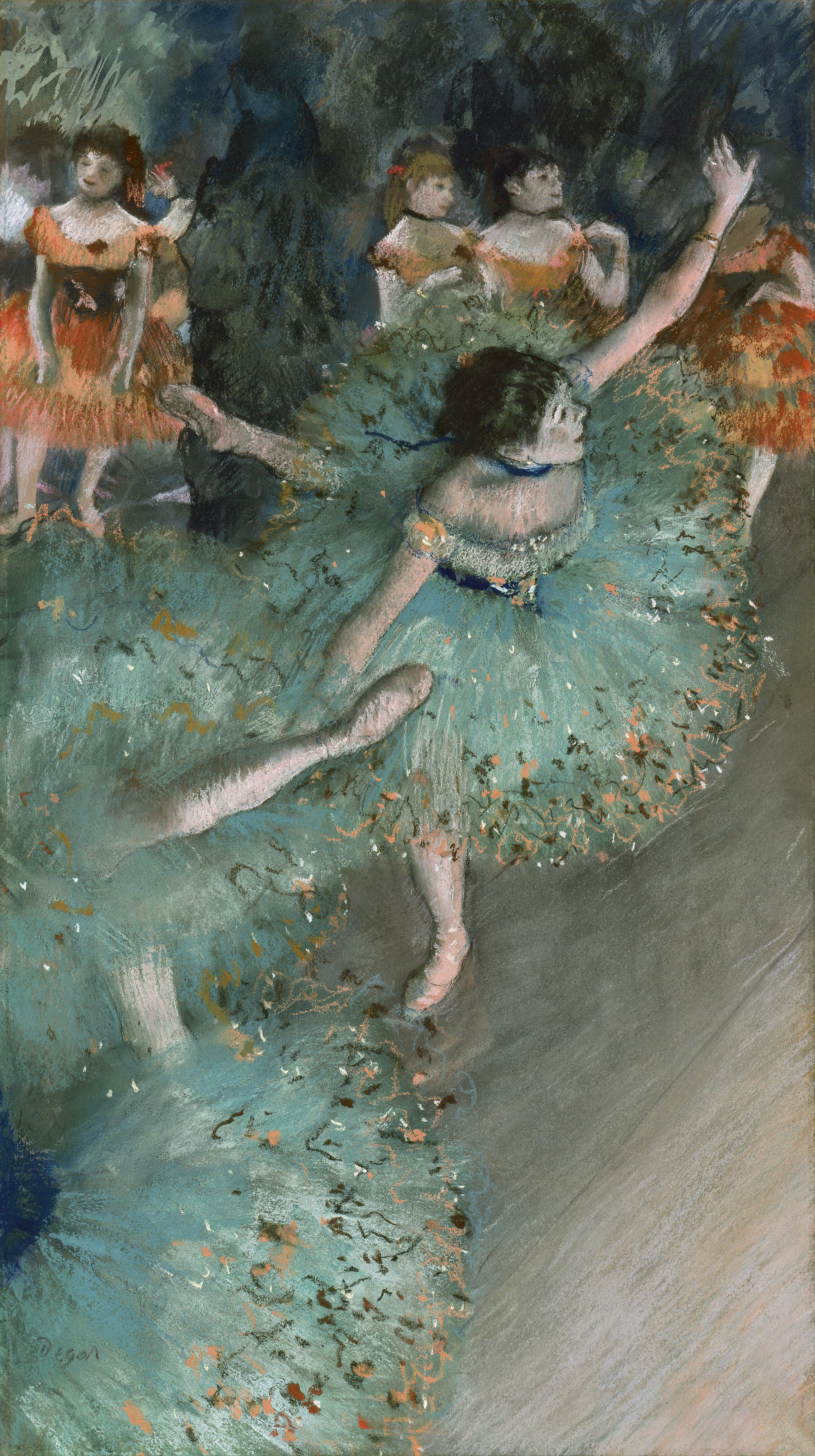
Bailarina basculando (bailarina verde), 1877-1879. Edgar Degas. Museo Thyssen-Bornemisza.

El ballet existe en tanto pieza autónoma, como parte en las escenas de una ópera o de una obra de teatro a modo de divertimento. El ballet cortesano francés, es contemporáneo de los primeros ensayos de la monodia dramática de Florencia (los intermedios, de finales del siglo XVI). De las representaciones de los ballets de la corte nacen las óperas-ballet y las comedias-ballet de Lully y de Molière.
El ballet intercalado, insertado en una ópera, es específico del arte lírico francés, como se refleja en las representaciones de las tragedias líricas de Lully y de Rameau. La reforma de Noverre (ballet de acción) e incluso las de Gluck. 
El ballet moderno comprende una sucesión de episodios que se encadenan de manera continua. Las concepciones wagnerianas ya no contemplan la práctica del ballet intercalado.
En el siglo XX, el ballet es objeto de toda clase de renovaciones y experimentos. El estreno de La consagración de la primavera (1913) de Ígor Stravinski con una coreografía de Vaslav Nijinsky provocó uno de los mayores escándalos de la historia de la música y de la danza.
El ballet moderno, sin embargo, mantiene un lenguaje más clásico (Maurice Ravel La Valse, 1920), que con su estilización retoma las concepciones del ballet clásico: Richard Strauss (suite de danzas de El burgués gentilhombre) e Ígor Stravinski, Apollo).
Se debe recordar que el ballet es la base del resto de las danzas.

## Galería

Fouetté en tournant
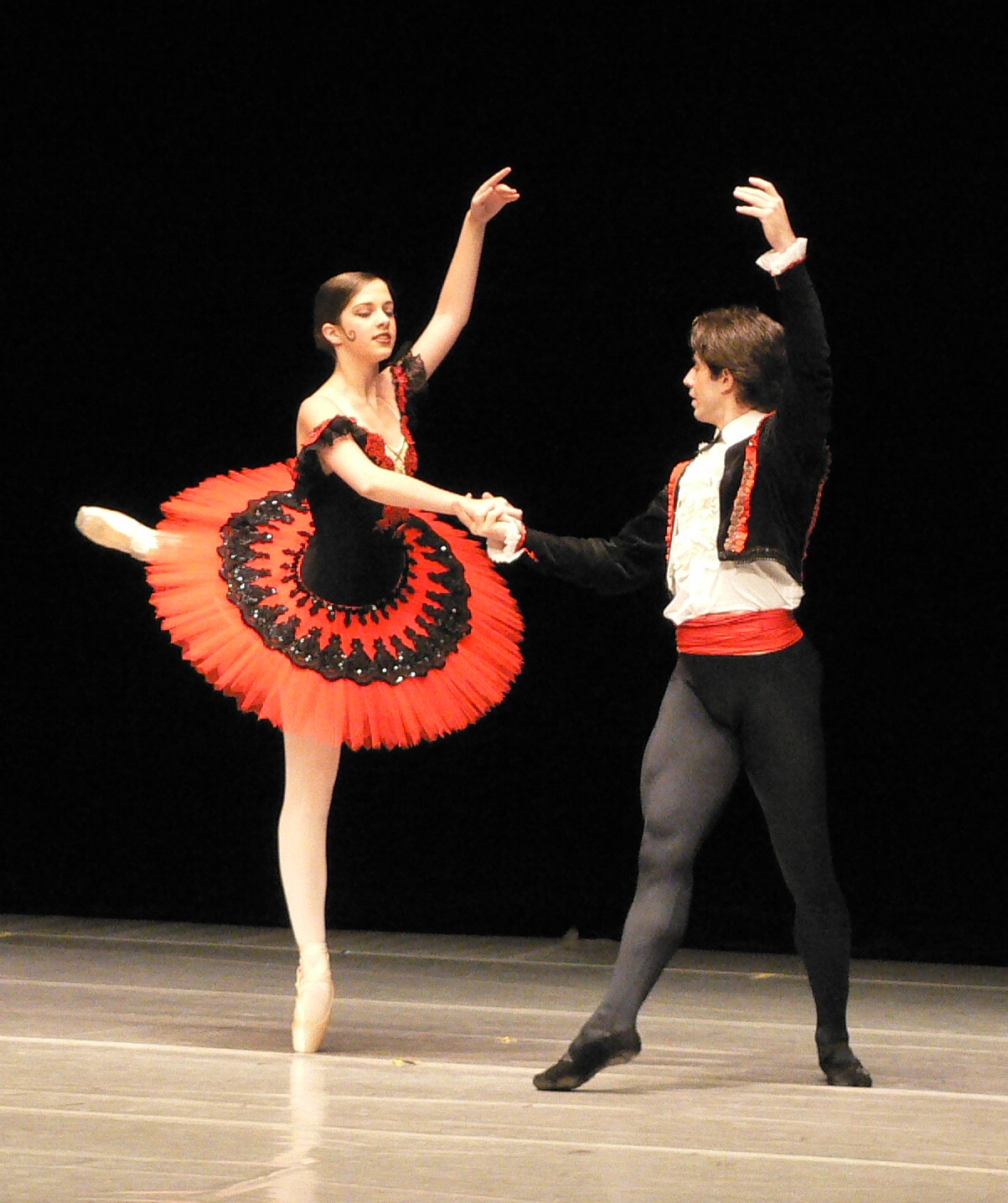
Pas de deux
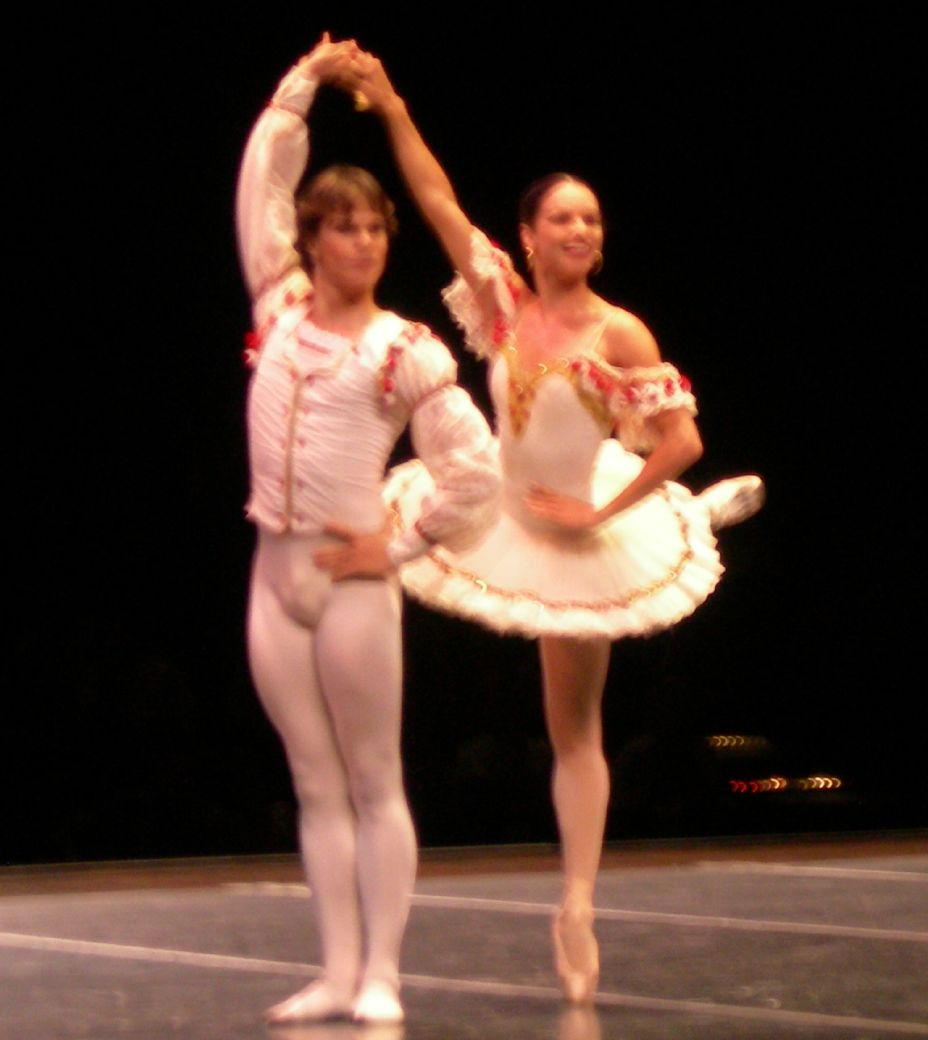
Pas de deux
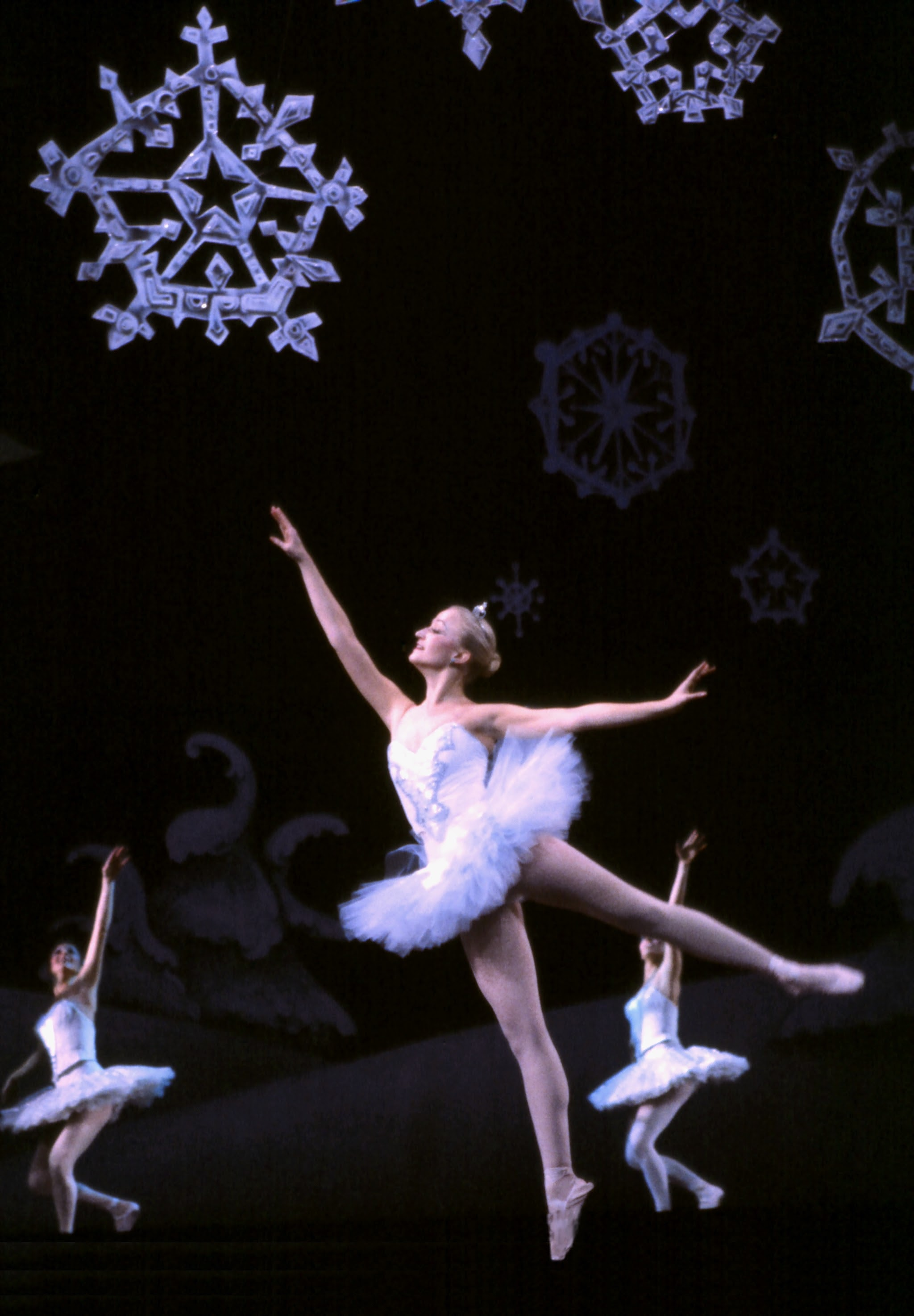
Escena de El cascanueces